# Abraham Godijn

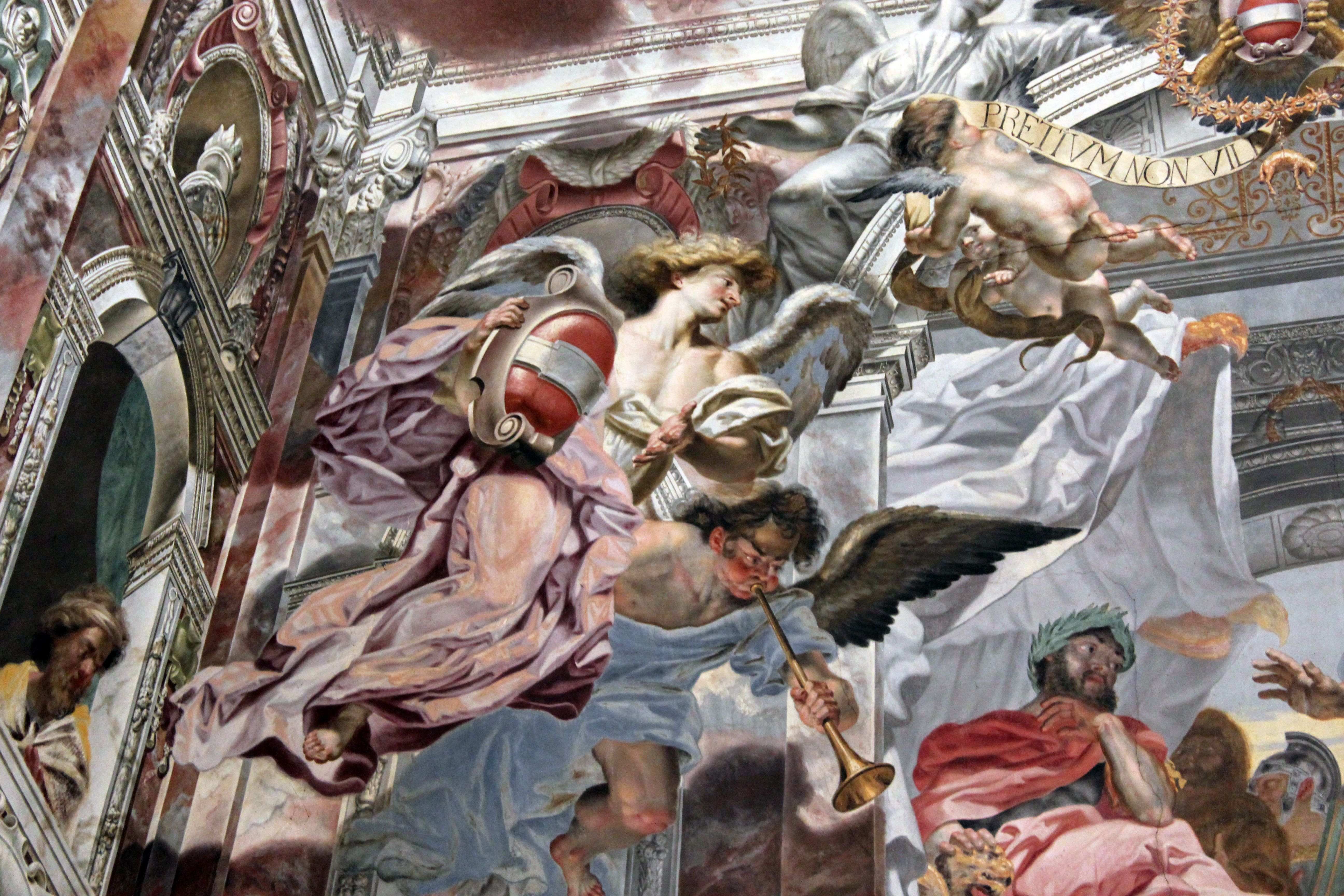
De overwinningen van Leopold I, fresco in het Paleis van Troja (Tsjechië)

Abraham Godijn of Abraham Godyn (alternatieve spellingen van de familienaam: Goddijn and Goddyn) (1655/56 – na 1724) was een Vlaamse kunstschilder die na een verblijf in Italië aan het hof in Praag werkte waar hij verbluffende frescos maakte. Later kwam hij terug naar Antwerpen

## Leven
Er is weinig geweten over het leven van Abraham Godijn. Vermoedelijk werd hij te Antwerpen geboren rond 1655. Hij was een leerling van Hendrik Herregouts. In 1681 trad hij toe tot de Sodaliteit van de bejaarde jongmans, een vrijgezellengenootschap opgericht door de jezuïeten. Vervolgens vertrok hij naar Rome waar hij hofschilder werd van de toenmalige paus.
In 1690 trok hij naar Praag, waar hij onder andere frescos schilderde in het Troja paleis. In 1711 duikt hij weer op als lid van de Sint-Lucasgilde te Antwerpen. Hij werd er lid, en later decaan, van de gilde der Romanisten.
Een van de bekendste leerlingen van Godijn was Marten Jozef Geeraerts.

## Werk
Er zijn weinig werken van Godijn bewaard gebleven. De meest ervan situeren zich in Praag. Daarnaast bevinden zich ook een aantal werken van hem in de kathedraal van Pontoise.
- Biografisch Portaal: 39774436
- Gemeinsame Normdatei: 123603323
- RKD-Nederlands Instituut voor Kunstgeschiedenis: 32262
- Union List of Artist Names: 500029178
- Virtual International Authority File: 30449504
- WorldCat: E39PBJdRtdf4YWpRqRgVvGWqwC